# Fromage à pâte molle

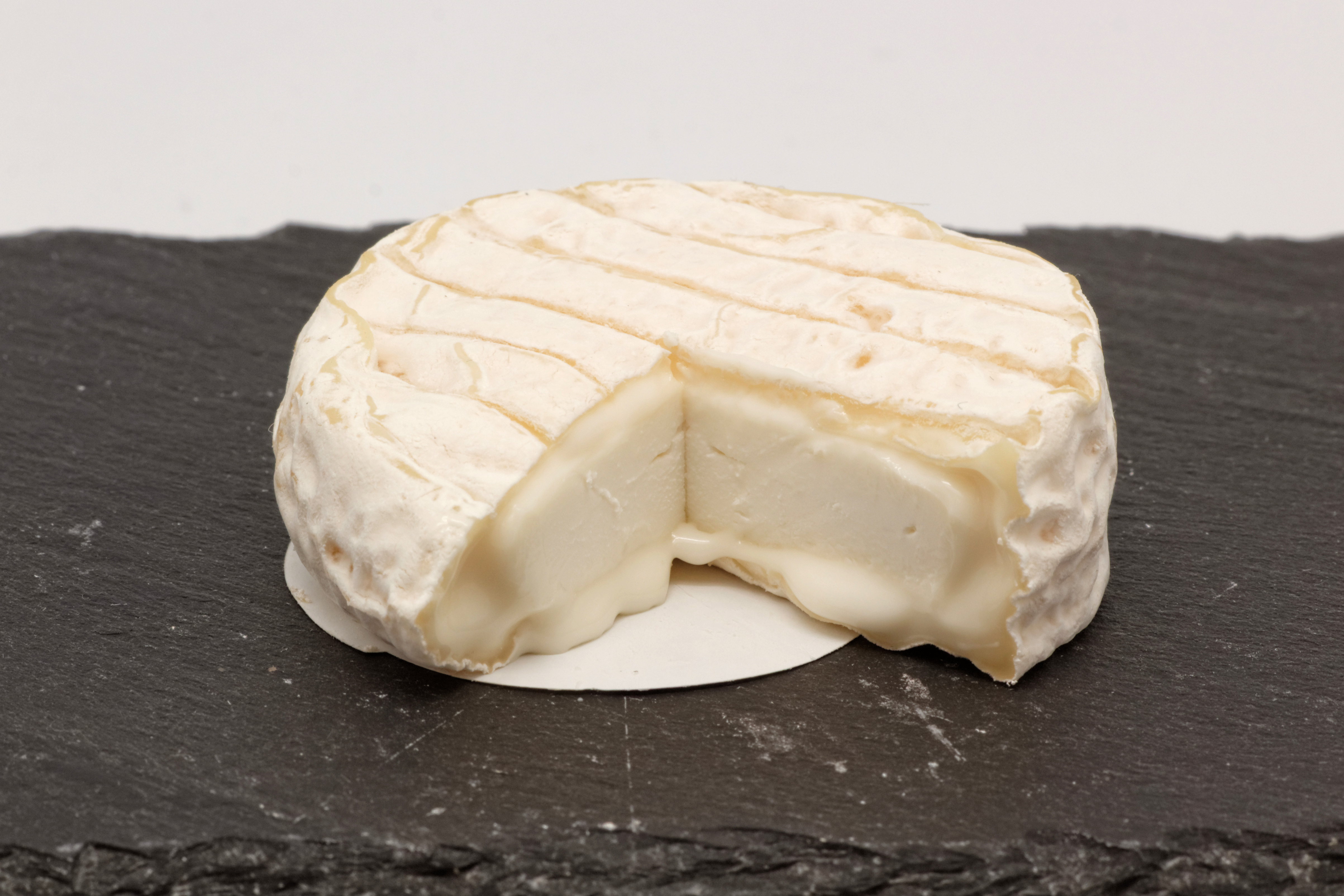
Le pélardon est un fromage à pâte molle.

Le fromage à pâte molle  est un aliment produit à partir du lait et n'ayant subi ni chauffage, ni pressage lors de sa fabrication.

## Catégories
On en distingue trois catégories : 
1. les fromages à pâte molle à croûte fleurie
2. les fromages à pâte molle à croûte lavée ;
3. les fromages à pâte molle à croûte naturelle.

Il existe aussi au moins un fromage à pâte persillée molle, le Pas de Bleu.

## Odeurs, saveurs, typicités
Ils sont caractérisés par une pâte onctueuse (à coulante à pleine maturation du fromage). Lors de l'affinage sous l'action des ferments et du salage, certains composés ou éléments (calcium, phosphates inorganiques) migrent vers et dans la croûte sous l'influence des modifications de PH induite par les microorganismes (Penicillium caseicolum dans les fromages de type camembert (jusqu'à plus de 17 g/kg pour le calcium (contre plus que 0,92 g/kg au centre du fromage) et 9 g/kg dans la croûte pour les phosphates dans ces fromages). Le magnésium (dans ce même type de fromage est retrouvé à 521,9 mg/kg dans la croûte alors que le centre n'en contient plus que 72,5 mg/kg. Le Calcium et le magnésium y sont liés aux ions phosphates et forment un sel insoluble qui précipite à la surface sous l'action du gradient de pH. Par contre, le potassium migre de manière réversible entre pâte et croute ; d'abord  sous l'effet du Ph puis « sous l'action de la flore de surface et non du gradient de pH »
Ainsi, la composition de la croute (dont en vitamines) s'éloigne de plus en plus de celle de la pâte au fur et à mesure de l'affinage.
Leur typicité est liée aux modes de fabrication (taux de sel,d'affinage, etc.), à la nature des microorganismes utilisés et des composés volatils qu'ils produisent (influençant l'odeur et le goût de chaque fromage). Les arômes se forment notamment à partir de la lipolyse qui libère divers acides gras à longue chaîne et des acides gras volatils, c'est la quantité et la proportion de ces substances volatiles qui forment l'odeur typique de ces fromages, mais non leur saveur. Des acides gras à longue chaine et des composés neutres (carbonyles, alcools, esters) en sont responsables, dont des composés soufrés (particulièrement important chez les fromages à croûte lavée). Les teneurs en acides aminés semblent peu influencer les saveurs. Des méthykétones jouent un rôle important pour le goût de fromages bleus acides. Des amines pourraient aussi jouer un rôle important dans le goût de certains fromages.
L'amertume des fromages à pâte molle est induite par la présure et le type de microorganisme présent (Penicillium camemberti notamment)

## Santé
Parce qu'ils sont les fromages sur lesquels peuvent se développer Listeria monocytogenes, ils sont classés par l'AFSSA parmi les « aliments sensibles dont les caractéristiques autorisent la croissance de la bactérie » et doivent être conservés et consommés selon les conditions et délais prescrits par l'étiquetage.